# Ясеново (округ Турчянске Тепліце)
Ясеново (словац. Jasenovo) — село, громада округу Турчянське Тепліце, Жилінський край. Кадастрова площа громади — 8.34 км².
Населення 122 особи (станом на 31 грудня 2018 року).

## Історія
Ясеново згадується 1392 року.

## Населення
| Рік:            | 1994. | 2004.   | 2014.    | 2024.    |
| --------------- | ----- | ------- | -------- | -------- |
| Кількість осіб: | 187   | 169     | 144      | 125      |
| Різниця:        |       | -9,62 % | -14,79 % | -13,19 % |

| Рік:            | 2023. | 2024.   |
| --------------- | ----- | ------- |
| Кількість осіб: | 126   | 125     |
| Різниця:        |       | -0,79 % |